# Vernon (Alabama)
 Vernon és una població dels Estats Units a l'estat d'Alabama. Segons el cens del 2000 tenia 2.143 habitants.

## Demografia
Segons el cens del 2000, Vernon tenia 2.143 habitants, 953 habitatges, i 630 famílies La densitat de població era de 139,8 habitants/km².
Dels 953 habitatges en un 31,3% hi vivien nens de menys de 18 anys, en un 45,5% hi vivien parelles casades, en un 18,4% dones solteres, i en un 33,8% no eren unitats familiars. En el 32,3% dels habitatges hi vivien persones soles el 15,6% de les quals corresponia a persones de 65 anys o més que vivien soles. El nombre mitjà de persones vivint en cada habitatge era de 2,19 i el nombre mitjà de persones que vivien en cada família era de 2,75.
Per edats la població es repartia de la següent manera: un 24,1% tenia menys de 18 anys, un 8,5% entre 18 i 24, un 26,9% entre 25 i 44, un 23% de 45 a 60 i un 17,5% 65 anys o més.
L'edat mediana era de 38 anys. Per cada 100 dones hi havia 83 homes. Per cada 100 dones de 18 o més anys hi havia 78,2 homes.
La renda mediana per habitatge era de 27.344 $ i la renda mediana per família de 36.618 $. Els homes tenien una renda mediana de 31.550 $ mentre que les dones 19.470 $. La renda per capita de la població era de 14.784 $. Aproximadament el 10,7% de les famílies i el 15,6% de la població estaven per davall del llindar de pobresa.

## Poblacions més properes
El següent diagrama mostra les poblacions més properes.